# 시세이도
주식회사 시세이도(일본어: 株式会社資生堂, 영어: Shiseido Company, Ltd.)는 화장품의 제조·판매를 주요 사업으로 하는 일본의 기업이다. 화장품의 일본 시장 점유율 1위이며, 세계 시장 점유율은 5위를 차지하고 있다.
세계 약 120개국에서 사업을 전개하고 있으며, 해외 매출 비중은 60%를 넘는다.

## 개요
후쿠하라 아리노부가 도쿄 긴자에 〈시세이도 약국〉을 창업. 상호의 유래는 중국의 고전 《역경》에 등장하는 ‘지재곤원 만물자생’(至哉坤元 萬物資生, 대지의 덕에 의해 만물이 형성된다)이라는 구절에서 유래된 이름으로, 현대의 중국과 일본에서 ‘economy’의 번역어로 사용된 시기도 있었다.
“만물이 생성되는 근원인 자연에서 새로운 가치를 창조하고 개발하여 인간을 아름다움의 세계로 인도한다”라는 기업 이념 아래, 화장품 사업을 중심으로 화장품 사업과 의료 사업(미용·건강 식품 및 일반 의약품), 프런티어 사이언스 사업(의료용 의약품 및 미용 의료, 크로마토 그래피, 원자재 사업) 등을 전개하고 있다. 과거에는 생리 용품과 세탁 세제 , 치약도 발매되었으나,(시세이도 본사가 다룬 제품과 자회사가 다룬 경우가 있다)가 매출 부진으로 모두 철수하고 있다.
심볼 마크는 〈하나츠바키〉로 시세이도 관련 활동에도 ‘츠바키’의 명칭이 많이 사용된다. 이 기호는 1987년 에 광고에서의 사용을 중단하고, 1989년 이후에는 제품에서 제외하는 등 대외적인 사용을 취소, 사용 범위는 주권 등에 한정되어 있었다. 2004년부터 정책 전환 부활하고 있다. 시세이도의 CM은 기본적으로 〈SHISEIDO〉의 로마자 로고가 처음 몇 초 동안 화면 하단에 표시된다. 이것은 1970년 전기에서 시작된 것이다.
회사의 기업 슬로건은 〈한 순간도 평생도 아름답게〉이다. 또한 과거의 슬로건은 〈인간을 물들이는 과학〉 등도 있었다. 또한, TV·라디오 프로그램에서 제공 신용은 오랫동안 〈도쿄 긴자 시세이도〉라는 문구가 사용되어 왔다.

## 연혁

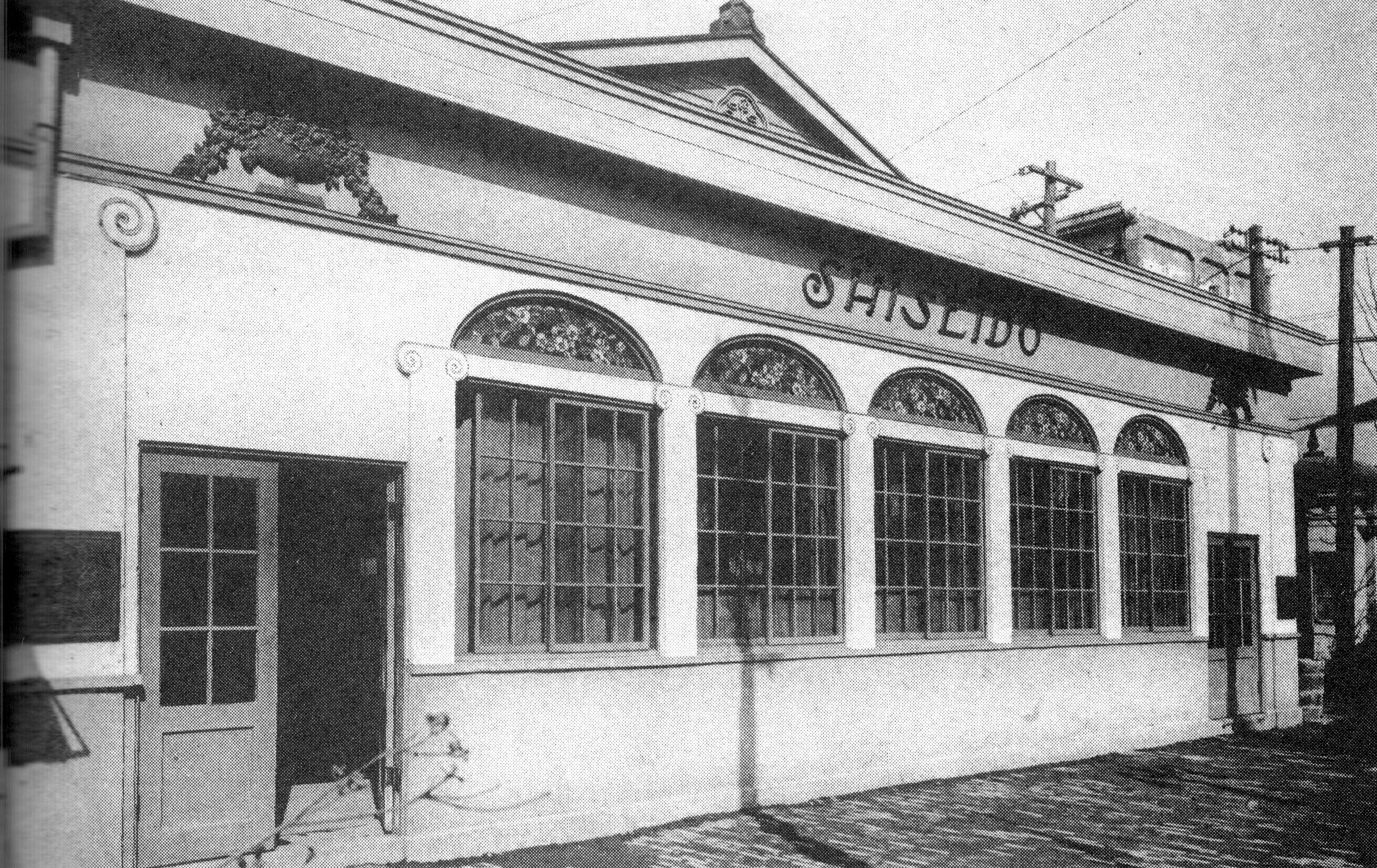
관동대지진 이후 세워진 가설 점포

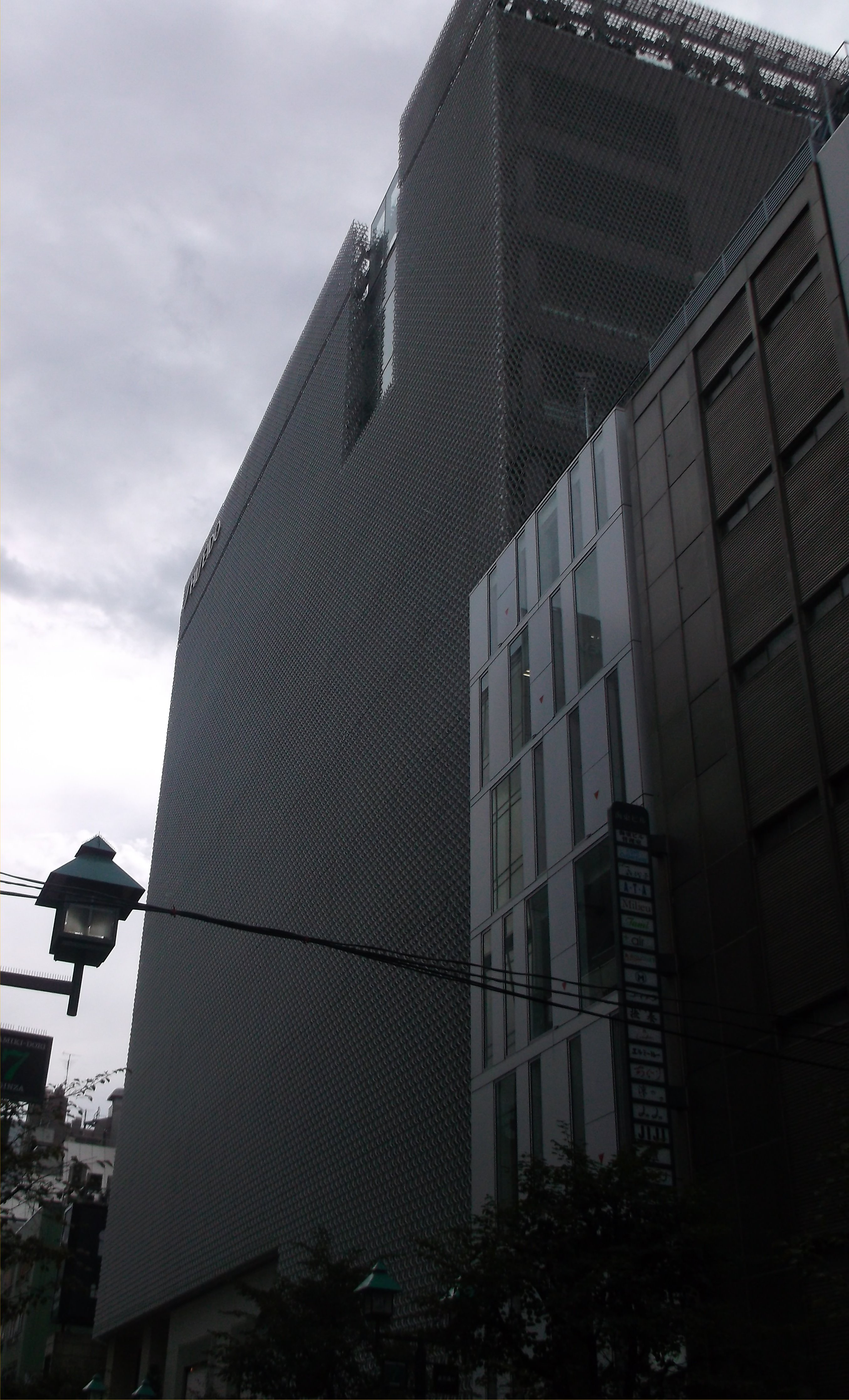
시세이도 긴자 빌딩

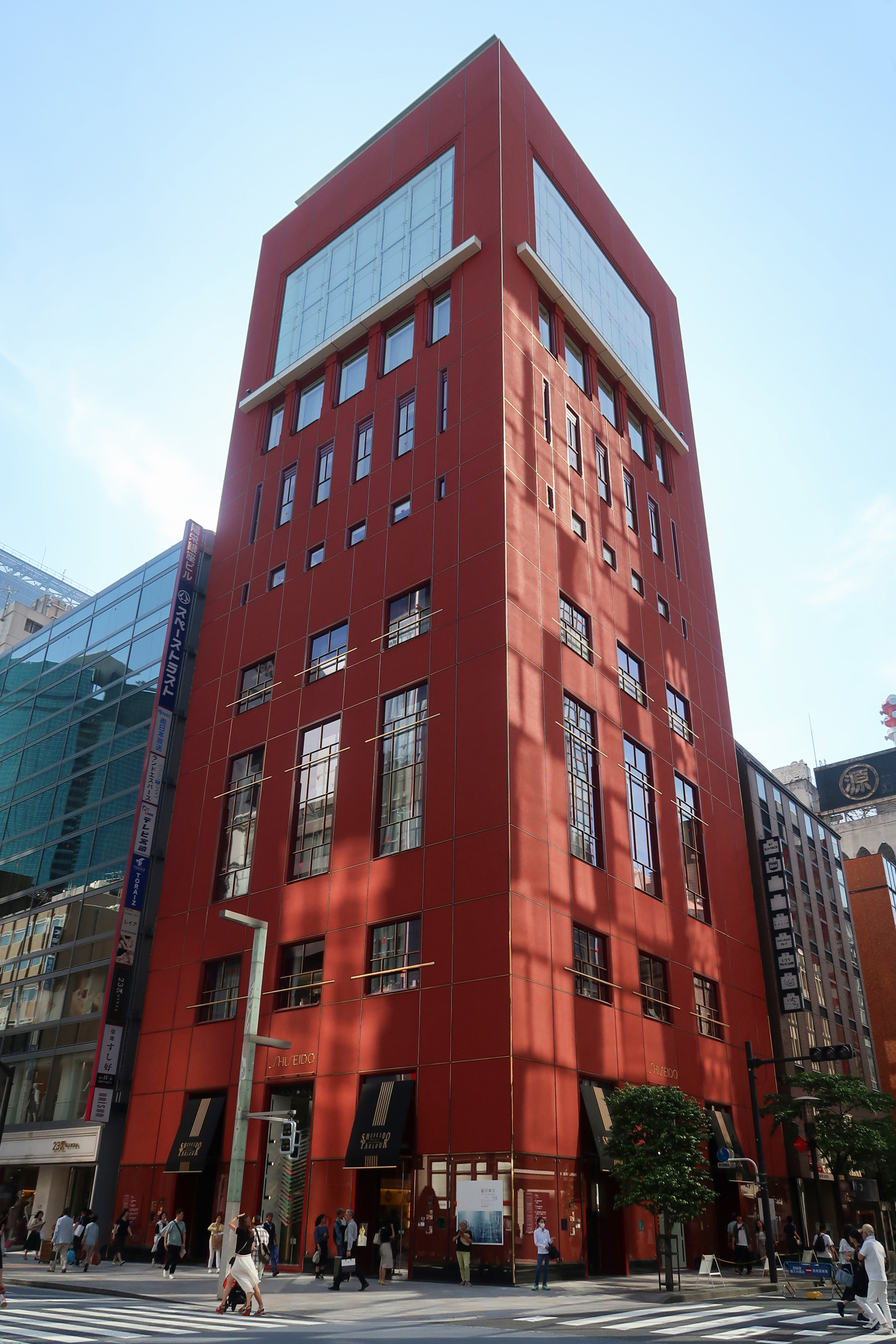
도쿄 긴자 시세이도 빌딩. 시세이도 팔러 등이 들어서 있다.

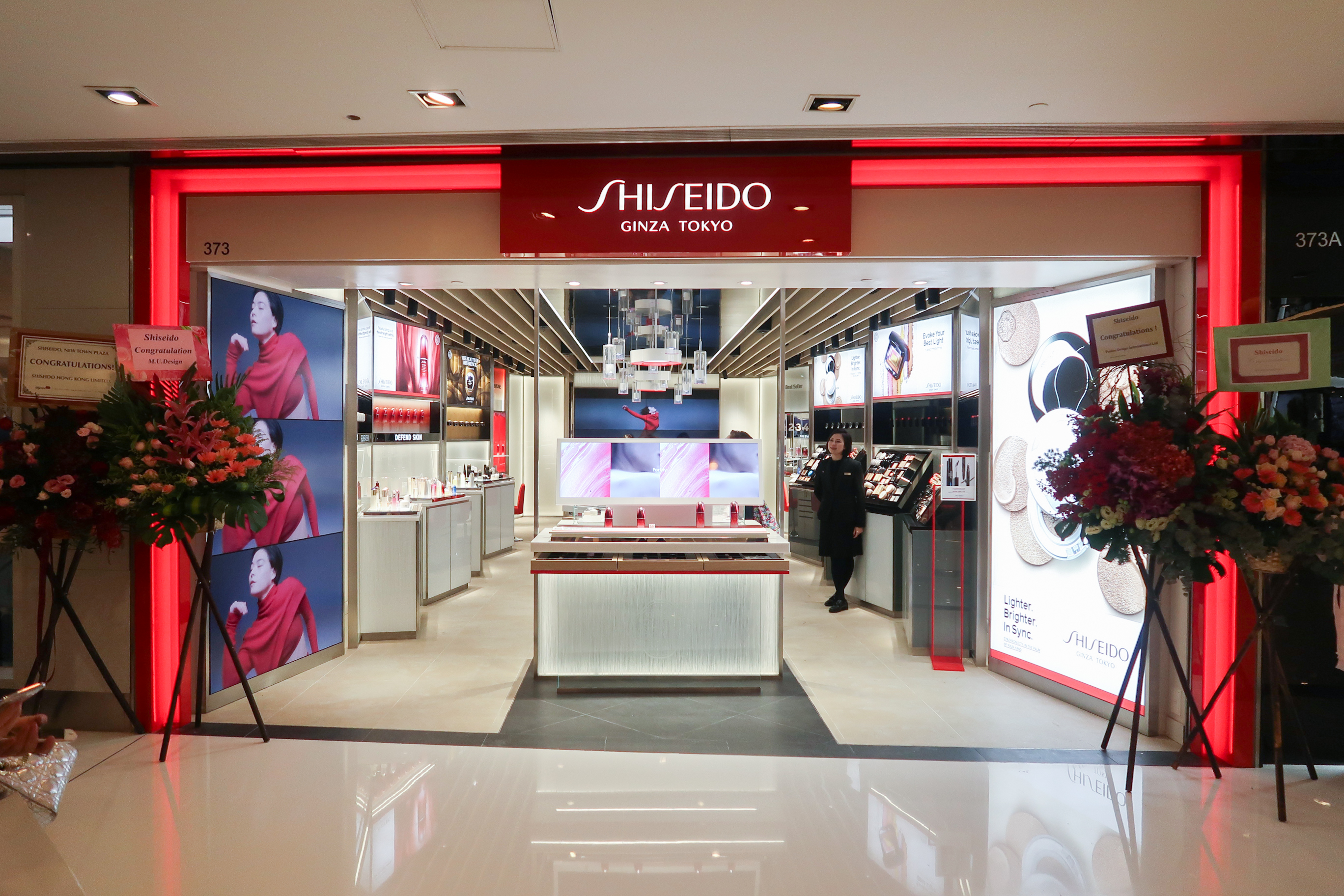
시세이도 홍콩점

- 1872년 9월 17일 - 일본 최초의 서양식 조제 약국을 후쿠하라 아리노부가 도쿄 긴자 (이즈모쵸)에 〈시세이도 약국〉 창업.

- 1880년 - 탈모제를 판매 개시.

- 1888년 - 일본 최초의 반죽 치약 〈후쿠하라 위생 치약 비누〉 출시.

- 1897년 - 화장품 산업에 진출, 고등 화장수 〈오이데루민〉 출시.

- 1902년 - 도쿄 긴자 시세이도 약국 내에 일본에서 처음으로 탄산 음료와 아이스크림의 제조와 판매를 하는 〈소다 파운틴〉를 개시한 후 〈시세이도 팔러〉로 발전했다.

- 1915년 - 상표 〈하나츠바키〉 제정.

- 1916년 - 도쿄 긴자 (다케가와정) 화장품부를 개점.

- 1917년 - 〈칠색 가루 백분〉 발매. 일본인에 의해 제작된 최초의 본격적인 향수 〈하나츠바키〉 발매.

- 1918년 - 〈시세이도 콜드 크림〉 출시.

- 1919년 - 오사카 신사이바시에 지점 개설. 현존하는 일본에서 가장 오래된 화랑인 〈시세이도 갤러리〉 개설.

- 1921년 - 〈시세이도 오대주의〉 제정.

- 1922년  - 삼과 〈미용과〉, 〈미발과〉, 〈아동복과〉를 개설, 미발과 리더로 미국에서 헬렌 그로스를 초청했다.

- 1923년 - 관동대지진으로 벽돌 3층 약품부와 화장품부 건물 (현 : 시세이도 더 긴자의 위치)이 붕괴되었다. 체인 스토어 제도를 채용.

- 1924년 - 애용자를 위한 문화 정보지 〈시세이도 월보〉 창간.

- 1927년 - 주식회사 시세이도 설립. 로마자 로고 타입을 설정했다.

- 1928년 - 5월 18일 , 화장품부 건물을 준공. 7월 3일 〈시세이도 팔러〉가 영업 개시했다.

- 1931년 - 동남아에 〈로즈 화장품〉 수출. 최초의 본격적인 해외 진출이었다.
- 1932년 - 〈도류우(도룻쿠스) 화장품〉 출시.

- 1934년 - 긴자 화장품부 시세이도 미용실 개점. 타카시마야 고베 다이마루에서 당시 긴자에 조차 없었던 백화점을 무대로 화려한 캠페인 실시했다.

- 1939년 - 시세이도 화학 연구소를 설립.

- 1940년 - 중국을 겨냥한 향수를 양산해 일본을 대표하는 고급 수출품이 되었다.

- 1949년 - 도쿄 증권거래소 제1부에 상장.

- 1953년 - 시세이도 미용 연구소 개설.

- 1956년 - 도쿄·시부야의 도큐 문화 회관에 종합 미용 살롱 1호점을 오픈.

- 1959년  - 시세이도 미용 기술 전문 학교 (現 학교 법인 시세이도 학원)을 창설, 수 많은 헤어 메이크업 아티스트, 메이크업 아티스트를 배출하고 있다.

- 1972년 - 창업 100년. 그 기념 브랜드로 남성용 화장품 로즈 발매.
- 1980년 - 프랑스의 피에르 파브르 회사와의 합작 회사 〈시세이도 프랑스〉를 파리에 설립.

- 1983년 - 중국 (베이징)에서 샴푸, 린스를 생산하기 시작하였다. (수입 판매 개시는 1981년)

- 1985년 - 뷰티 사이언스 연구소 출범.

- 1986년  - 스킨 케어 브랜드 〈아베누〉 판매를 위햐 피에르 파브르사와의 합작해 〈주식회사 피에르 파브르 재팬〉를 도쿄·아카사카에 설립. 에스테틱 살롱 전용 스킨 케어 브랜드 〈카리타〉를 인수하였다.

- 1987년 - 〈시세이도 약품 주식회사〉 설립.

- 1988년 - 일반 의약품 사업 진출. 미용실 전용 브랜드 미국 파마 제 톱 메이커 〈조토스사〉를 인수했다.

- 1989년 - 10월 1일 , 하버드 대학과 공동으로 매사추세츠종합병원에서 〈하버드 대학교 피부 과학 연구소〉를 설립했다.(연구진은 하버드 대학교 의과 대학을 중심으로 생물학, 면역학, 세포학, 분자생물학 등 다양한 첨단 과학자 세계에서 초빙)[2]

- 1991년 - 시세이도의 첫 에스테틱 브랜드 〈Qi〉을 개발하고 에스테틱 사업 진출했다.

- 1993년 - 의료용 의약품 사업에 진출했다.(오페리도 (화장품 원료이기도 한 히알루론산을 활용한 안과 수술 보조제 판매 : 다케다 약품공업, 발매 : 센쥬 제약, 카사르 <화장품의 제제화 기술을 활용한 항바이러스제 판매 : 마루호>)

- 1997년 - 화장수 〈오이데루민〉의 발매 100주년, 새로운 디자인의 제품을 발매. 〈헬렌 커티스 재팬〉의 살롱 사업 부문을 인수하고 〈주식회사 제닉〉으로 사명을 변경한다.

- 1998년 - 타키 주식회사로부터 영업권을 인수, 시세이도 살롱사업 제품 판매 회사로서 〈시세이도 뷰티 컴퍼니 주식회사〉를 설립했다.

- 1999년  - 브리스톨 마이어스 스퀴브 클레이롤 사업부 살롱 사업을 인수했다.

- 2000년 (헤세이 12년) - 세계의 스파 브랜드 〈데쿠 레오루〉를 인수했다.

- 2001년 - 도쿄 긴자 시세이도 빌딩을 완공했다.

- 2002년 - 발리 우붓에 세계 최대의 리조트 스파 〈키라나 스파〉를 오픈했다.

- 2004년 - 유엔 글로벌 콤팩트에 가입. 〈시세이도 뷰티 컴퍼니 주식회사〉와 〈주식회사 제닉〉의 2개사가 합병하여 〈시세이도 전문 주식회사〉를 설립. 태국에 합작 회사 〈시세이도 전문 타이베이〉를 설립했다.

- 2005년 - 새로운 기업 메시지 〈한 순간도 평생도 아름답게〉을 책정했다. 〈시세이도 전문 주식회사〉가 〈카리타〉의 국내 영업을 개시했다.

- 2006년  - 기업 내 학원인 〈에콜 시세이도〉를 창설. ‘모두가 생동감 있게 일할 수 있는 직장 만들기’를 목표로 하고, 지적 장애인을 중심으로 한 특례 자회사인 〈하나츠바키 공장 주식회사〉를 설립했다.

- 2007년 - 여성 폐경의 ‘호르몬 대체 요법 (HRT)’용 치료제로 일본에서 처음으로 승인된 〈피부에 바르는 젤 형태의 에스트라디올 외용 젤 치료제〉, 〈르·에스토로젤〉과의 공동 사업 계약에 따라 바이엘 약품이 발매되었다. 특정 비영리 활동 법인 ‘여성의 건강과 메노포즈을 생각하는 모임’에서 제품 출시를 안내했다.[3][4]

- 2008년 - 〈시세이도 비즈니스 솔루션 주식회사〉를 설립. 상하이에 ‘시세이도 중국 연수 센터’를 개설했다.

- 2009년 - 환경성의 〈에코 퍼스트 제도〉에 인정.
  -  아제르바이잔에서 판매를 시작. 그리스에서 합작 계약을 체결했다. 베트남]의 100% 출자 자회사인 〈시세이도 화장품 베트남〉이 영업 개시. 스위스에서 100% 출자한 판매 회사의 영업을 개시. 중국에서 약국을 위한 새로운 브랜드 〈DQ(디 큐)〉(스킨 케어 제품)를 발매했다. ‘시세이도 라이프 퀄리티 뷰티 프로그램’이 기업 자선 특별상인 〈아름다움은 마음과 함께〉 상을 수상했다.

- 2010년 - 베트남 공장을 준공. 미국의 천연 화장품 회사 〈베어 에센셜사〉를 인수했다.[5] 중국에서 고급 헤어 살롱 전용 헤어 제품을 판매 시작해 전문 사업을 본격 전개했다. 〈시세이도 츠바키의 숲〉의 CO2 흡수량이 인증되었다.[주 4]

- 2011년 - 4월 1일부터 전 사업장에서 금연을 실시했다.[주 5]

- 2012년 - 공식 웹사이트의 일부를 〈watashi + (와타시 플러스)〉로 개칭하고, 자사 제품의 온라인 판매를 개시했다.

- 2013년 - 10월 2일 본사 신사옥 〈시세이도 긴자 빌딩〉을 오픈했다.

- 2014년 - 〈카리타〉, 〈데쿠레오루〉 브랜드를 프랑스의 로레알에 매각했다. 또한, 수영·수구, 체조, 배구 비치 발리볼 일본 대표팀의 공식 스폰서가 되었다.[6]

- 2015년 - 4월 27일에는 보존으로 기업 로고를 변경했다. 10월 1일 일본 국내에서 화장품 사업을 시세이도 판매 주식회사로 회사를 분할하고, 회사의 상호를 시세이도 재팬 주식회사로 변경했다.

- 2016년 - 가위치 푸로덕투스를 인수. 돌체앤가바나와 라이센스 계약. 대만 시세이도 신주 향상 준공.

- 2017년 - 시세이도 표정 프로젝트 시작. 보육 사업에 관한 합작 회사 〈KODOMOLOGY 주식회사〉를 설립했다.

- 2019년 - 10월 8일 스킨 케어 브랜드 〈Drunk Elephant〉를 보유한 〈Drunk Elephant Holdings, LLC〉의 인수를 발표.[7] 같은 해 11월 7일에 인수를 완료했다.[8]

- 2021년 - 2월 3일 〈TSUBAKI〉, 〈SENKA〉, 〈Uno〉 (화장품) 등의 매스 시장 브랜드를 영국의 CVC 캐피탈 파트너스가 출자한 〈Oriental Beauty Holding〉(이하 OBH사)에 매각한다고 발표했다. 또한, 시세이도는 OBH사의 주식 35%를 보유하기로 결정했다.[9]
  - 4월 28일에는 2016년에 맺은 돌체앤가바나와의 계약 해지를 발표했다.[10]
  - 7월 1일 - 매스 시장 브랜드를 회사 〈파인 투데이 시세이도〉에 양도했다.[9][11]

## 주요 브랜드
알파벳 순
- Actea Heart (액테아 하트)

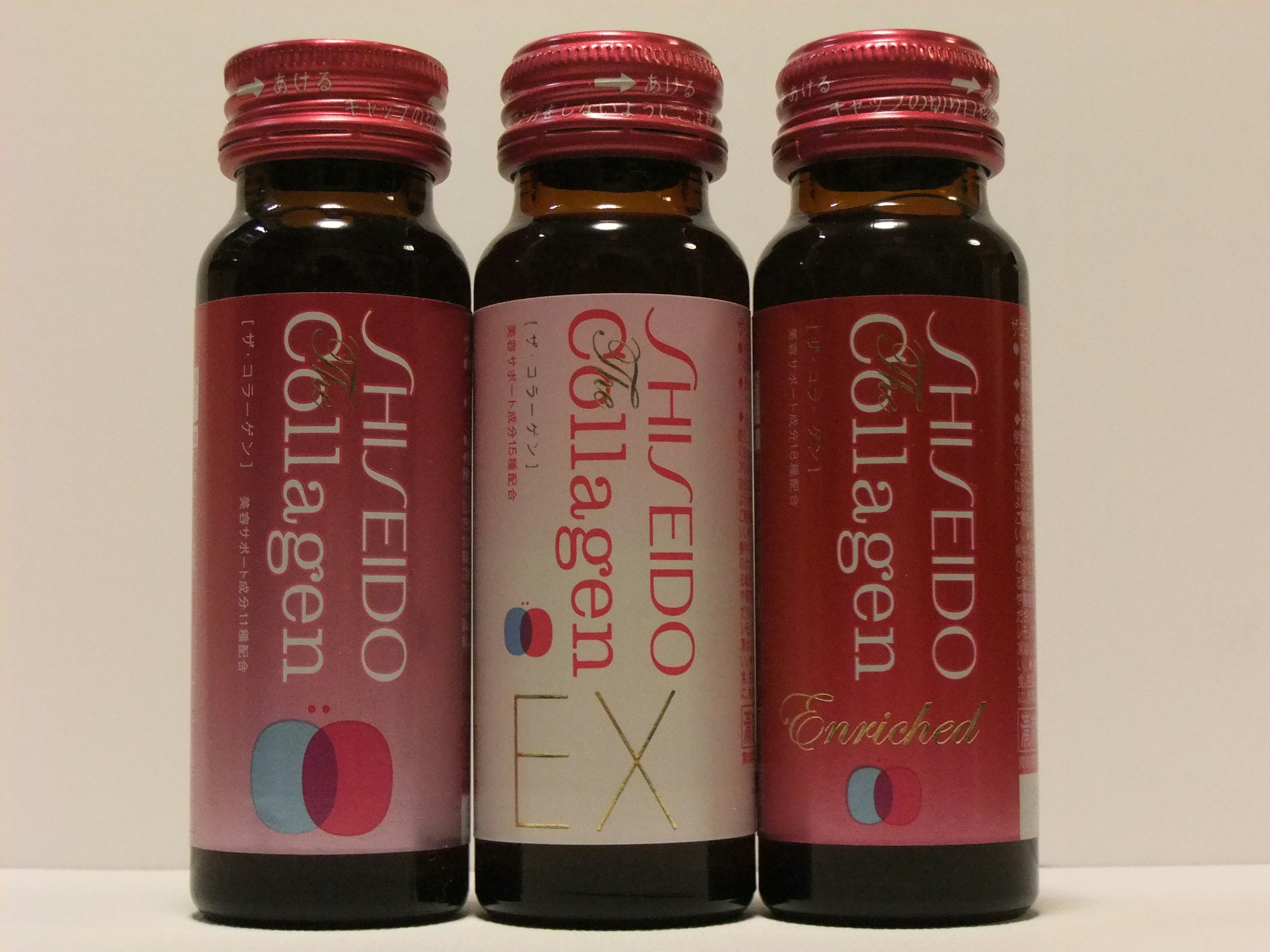
SHISEIDO Collagen 3타입

- ANESSA (아넷사) - 선케어 상품.
- AUSLESE - 남성용.
- AQUALABEL (아쿠아라벨) - 메가 브랜드 제3탄.
- BEAUTY VOLTAGE - 약칭은 BTV.
- BENEFIQUE (베네피크) - 전문점 전용. 약칭은 BQ.
- BRAVAS (브라바스) - 남성용
- clé de peau BEAUTÉ (끌레 드 포 보테) - 고급라인. 약칭은 CPB.
- clé de peau BEAUTÉ synergique (클레 드 포 보테 시네르직) - CPB보다 윗단계의 고급 스킨케어 라인.
- d Program (디·프로그램) - 민감한 피부를 위한 기초 화장품. 약칭은 DP.
- de Luxe (디럭스) - 초대는 1932년 발매의 초롱셀러.
- ELIXIR (엘릭시르, 약칭은 EI) / UV WHITE (유브이 화이트, 약칭은 UVW) - 20대 이후 여성 스킨케어·베이스 메이크업 브랜드.(아래는 파생 브랜드)
  - ELIXIR PRIOR (엘릭시르 프라이어) - 시니어용 스킨케어 브랜드.
  - ELIXIR SUPERIEUR (엘릭시르 슈페리어) - 메가 브랜드 제6탄. 약칭은 EIS.
  - ELIXIR WHITE (엘릭시르 화이트) - 2010년 2월 21일 발매의 엘릭시르의 미백 라인.
- EUDERMIN - 초대는 1897년 발매. 발매 100주년 기념으로 1997년 새로운 디자인의 제품 출시.
- HAKU (하쿠) 미백 화장품. 약칭은 HK.
- IN&ON - 미용 식품(보충제)과 스킨케어 화장품을 배치한, 내외 미용 브랜드.
- INOUI - 고급 메이크업 브랜드. 아이라이너로 유명하다.
- INTEGRATE (인터그레이트) - 20~30대의 메이크업 브랜드. 메가브랜드 제5탄.
  - INTEGRATE GRACY (인터그레이트 그레이시) - 50대 이상의 연령층을 향한 새로운 라인으로 2007년 8월 21일 출시.
- KIRYO (키료)
- LORDES - 남성용.
- MAJOLICA MAJORCA (마죠리카 마죠르카) - 젊은층(10~20대)을 위한 메이크업 브랜드.
- MAQuillAGE (마끼아쥬) - 메가 브랜드 제1탄 토탈 메이크업 브랜드. 약어는 MQ.
- Naturals (내츄럴스) - 무첨가 자연 소재 사용.
- MG5 - 남성용
- Paradigm - 남성용
- PRIOR (프라이어) - 시니어 여성용 종합 브랜드.
- qiora - 전문점 전용.약칭은 QR.
- REVITAL - 양칭은 RE.
- REVITAL GRANAS (리바이탈 그라나스) - 2008년 10월 21일에 출시된 새로운 브랜드.
- SHISEIDO (시세이도) - 글로벌 브랜드. 메이크업과 스킨케어 등 여러 라인이 있으며 일본을 포함한 세계 약 80개국에서 판매되고 있다. 일본에서는 백화점 전용.
- SHISEIDO MEN (시세이도 맨) - 남성용. 글로벌 SHISEIDO 브랜드 중 하나이다.
- SINOADORE (시노아도아) - 기초 화장품. 약칭은 SND.
- SUPER MILD (슈퍼 마일드) - 1988년부터 출시된 헤어 케어 브랜드.
- TACTICS - 남성용.
- The Makeup (더 메이크업) - 백화점 전용. 약칭은 STM.
- VINTAGE (빈티지) - 남성용.
- Zen (젠)
- & Face (앤 페이스)

2000년대에 들어서는 100개 이상으로 늘어나 버린 브랜드를 정리·통합해, 신브랜드 등에 집약·특화하는 “메가 브랜드 구상”을 내세워 대재편에 밟았지만, 일시적인 혼란이 생겼다. 저가품이나 보급품 분야에 있어서는 〈SHISEIDO〉를 쓰지 않는 방침에 의해, 에프티 시세이도의 상품은 〈시세이도〉의 문자가 제외된 ‘FT’로 했지만, 곧 다시 부활했다. 화장품 사업에서는 ‘FITIT’라고 자칭했지만 어느 쪽도 영향이 가지 않고, 브랜드 가치가 분산되는 결과가 되었다. 조직을 브랜드 단위로 분할하는 시책은 세로 할인의 폐해를 초래해, 되돌려졌다.
덧붙여 자회사였던 오사카 시세이도는, 제품 표기를 〈시세이도〉만으로 하나로 축소시킬 목적으로 회사가 소멸, 현재는 동사의 오사카 공장이 되고 있다.
TSUBAKI(츠바키), uno(우노) 등 일부 제품은 2021년 7월 1일자로 〈파인 투데이 시세이도〉에 양도되었다.

## 과거에 존재했던 브랜드

### 여성용 화장품
- EVENESE DR - 시세이도 인터내셔널 〈d program〉의 전신인 민감한 피부를위한 스킨케어 브랜드.
- TAPHY (타피, 약칭은 TA) - 〈BEAUTY VOLTAGE〉의 전신인 스킨케어 브랜드.
- TAPHY MILD (타피 마일드, 약칭은 TAM) - 〈TAPHY〉와 동시에 전개하는 민감한 피부를 위한 라인. 〈EVENESE DR〉과 개념이 비슷하다.
- OPTUNE - 〈TAPHY〉의 전신인 스킨케어 브랜드.
- 프리미어 - 〈OPTUNE〉의 전신인 스킨케어 브랜드.
- PORCELIA
- TISS
- ff (후후)
- SELFIT - 〈INTEGRATE〉와 〈INTEGRATE GRACY〉의 전신인 셀프 메이크업 브랜드.
- INOUI ID -일부 백화점에서 전용 카운터를 마련하고 발매했었다.
- PN (피에누, 약칭은 PN) / PROUDIA (프라우디아) - 모두 2005년에 〈MAQuillAGE (마키아쥬)〉에 통합되고 있다.
- RECIENTE - 피에누의 전신인 메이크업 브랜드.
- PARKY JEAN (파키 진) - 메이크업 브랜드. 〈파키 진〉, 〈FSP〉를 거쳐 〈MAJORICA MAJORCA(마죠리카 마죠르카)〉에 이른다.
- WHITIA (화이티아) - 〈아쿠아 라벨〉의 ‘블루 미백 라인’의 전신인 셀프 스킨케어 브랜드.
- ASPLIR (아스프리루) - 〈아쿠아 라벨〉의 ‘붉은 보습 라인’의 전신인 셀프 스킨케어 브랜드.
- nouve (노우브) - 젊은층 포인트 메이크업 브랜드.
- S (에스) - 시세이도 최초의 백화점 전용 브랜드. 백화점 전용 브랜드이지만, 시세이도 인터내셔널이 아닌 시세이도에서 발매되고 있었다.
- ナツコ (나츠코) - 여름 메이크업 브랜드.
- サンフレア (산후레아) - 여름용 스킨케어 브랜드.
- NOMBRE NOIR - 시세이도의 고급 향수 중 하나이다.
- SUN OIL (선 오일)
- Neue - 헤어케어 브랜드.
- バスボン ヘアコロン (바스본 헤어 콜론) - 샴푸 & 린스.
- しなやか恋コロン (부드러운 사랑 콜론) - 헤어 콜론 컨디셔닝. 샴푸 & 린스.
- TESSERA (티세라) - 바스본 헤어 콜론의 후속 제품.
- ekubo - 여드름 치료용 약용 화장품. (제조 판매원 : 시세이도 호네케키 공업)
- 枝毛コート (지모코트)
- BX (비엑스)
- サイモンピュア (사이먼 퓨어) -, 스킨케어 브랜드.
- 沙棗 (SASO) - 퍼퓸 등의 향수 제품을 주로 발매하지만, 모발 관리 제품이나 비누도 있었다.

### 남성용 화장품
- GERAID (제라드) - 1996년 발매. 왁스 등의 모발제를 중심으로 발매. 2005년 uno 통합 라인업 축소가 진행되고 있다(일부 상품은 존속). 전성기에는 남성용 파운데이션이나 눈썹 접착제 본드 모양의 헤어 왁스 등을 판매하고 있으며, 당시 무향료 단순 흑백 컬러를 밀어 낸 uno과는 정반대의 기발한 제품이 많았다.
- LORDOS NEUES - 1992년 발매. 패키지 디자인은 디자이너 조르제·지우지아로가 다룬 시세이도 남성용 화장품 중에서는 최고급 가격으로, 버블 시대 말기의 상품이었다 3종류의 향수 퍼퓸 콜론과 10종류의 무향료 기초 화장품(스킨 케어 및 헤어 케어)로 구성된 라인업이며, 현재 SHISEIDO MEN보다 더 높은 가격(3000엔 ~ 15,000엔)이었다. 2008년 3월로서 SHISEIDO MEN로 이행하는 형태로 모든 제품 단종. 사실상 브랜드 폐쇄되었다. 마찬가지로 남성의 〈LORDOS〉과 브랜드가 유사하지만 여기에는 모든 종류에 향료가 포함되어 있는 것이나, 패키지 디자인, 라인업의 차이나 용기의 모양이 다르기 때문에 완전히 다른 브랜드이다. 그 〈LORDOS〉는 1972년 시세이도 창립 100주년을 기념하여 발매되었다. 현재도 생산되고 있는 스테디셀러 상품이다.
- TECH21 - 1985년 발매. 시세이도 상사(현 에프티 시세이도)에서 발매.
- Wing - 1989년 발매. 편의점 전용 브랜드.
- Gear - 1986년 발매. 청소년 남성 화장품.
- Rupo - 1988년 발매. 청소년 남성 화장품.
- Aleph - 1995년 발매. 청소년 남성 화장품. 후속 제품은 〈uno〉.
- TRENDY - 1988년 발매. 시세이도 상사에서 발매.
- MG5 GALAC - 〈MG5〉에서 파생된 브랜드. 용기의 디자인이 〈MG5〉의 원통형 각기둥 모양의 병이었다. 1980년대에 판매 종료.
- BECAUSE - 1984년 발매.
- Neue Men's
- 薬用育毛エッセンス (약용 탈모 에센스) - 에센스 타입의 탈모제.
- 薬用育毛トニック (약용 탈모 토닉) - 스프레이 타입의 탈모제. 프레온 가스 규제에 의해 판매 종료.
- BOLTY (볼티모어) - 헤어 왁스나 무스 등의 남성용 이발제 브랜드. 2000년대 초반에 판매 종료.

### 기타
- BASALA - 1993년 프랑스 시세이도 (시세이도 인터내셔널 프랑스)에서 출시된 스킨 케어 및 헤어 케어, 바스 라인, 향수라인을 라인업하고 있었다. TACTICS 뿐만 아니라 세계적으로 전개한 브랜드이지만, 〈BASALA〉는 일본에서는 미발매한 채로 판매가 종료했다.

### 세탁 세제
- ミラクル (미라클) - 1960년대에 발매되어 있었다.

- ホワイトアップ (화이트 업) - 염소계 표백제. 1980년대에 발매된 유연제가 들어간 액체 세제.

현재는 세탁 세제 사업에서 철수하고 있다.

### 치약
- パール歯磨 (펄 치약)
- エコー歯磨 (에코 치약)
- MEDIC (메딕) - 1980년대에 전개하고 있던 치약 브랜드.
- On-Air - On-Wave (온에어 온 웨이브) - 1980년대에 전개하고 있던 칫솔·치약·구강 세척제 브랜드.

현재는 치약 사업에서 철수하고 있다.

### 청량 음료
- DRINK PORT - 1980년대 ~ 1990년대 초에 전개하고 있던 청량 음료 브랜드. 화장품 매장 등의 매장에 자동 판매기가 설치되어 있었다.

현재는 청량 음료 부문에서 철수하고 있다.

### 생리 용품
- ナプロン (나프론) - 시세이도가 처음 출시한 생리 용품.
- センターイン (센터-인)[주 6]
- ミュウ / メッシュ (뮤우/메쉬) - 〈센터-인〉의 전신.
- ランジェリーシート (란제리 시트) - 〈센터-인〉 브랜드에 편입되고 있다.

현재는 생리 용품 사업에서 철수. 유니 참에 양도.

### 육아 용품
- ピンポンパンツ (핑퐁팬츠) - 아기의 성장에 맞춘 설계 기저귀.

## 시세이도 그룹
- 시세이도 재팬 - 일본 내에서 화장품 사업을 실시한다.
- 에프티 시세이도 - 화장품 사업. 시세이도 파인 토일레트리 (구 시세이도 상사)를 흡수 합병하고 화장품 제품 전문 회사로 되어 있었지만, 현재는 거의 모든 시세이도 본체에 이관되어 있다.
- 시세이도 팔러 - 긴자 본점의 양식·카페·고급 양과자 가게(1902년부터)
- 시세이도 약품 - 시세이도의 일반 의약품과 의약외품을 생산하는 부문. 의약외품은 카케가와 공장에서 제조하고 있지만, 내복약은 제리아 신약제약에 생산을 위탁.
- 시세이도 미용실
- 시세이도 휘티토 - 화장품 부문. 이전 시세이도 화장품 부문. 셀프 화장품 등 일부 상품의 발매원.
- 시세이도 뷰티 푸드 - 시세이도 미용 식품과 건강 식품, 미용 음료를 제조 판매하는 부서.
- 시세이도 어메니티 - 주로 호텔이나 스포츠 클럽 등에서 사용되는 업무용 화장품을 제조 판매함과 동시에, 노벨티도 생산하고 있다.
- 시세이도 전문 - 주로 미용실이나 에스테틱 등 프로 전용 화장품을 제조 판매함과 동시에, 경영자를 위한 세미나 등을 실시.
- 시세이도 정보 네트워크 - 주로 매장에서 사용되는 스킨비지엄과 포커스 코너 포스의 유지 보수를 실시한다.
- 시세이도 아스텍 - 주로 시세이도 직원의 복리 후생을 관리. 시세이도 내에서는 ‘관리부’라고도 불린다.
- 시세이도 레이스 클럽
- 시세이도 호네케키 산업 - 주로 비누를 제조.
- 시세이도 의사 과학 기술
- 시세이도 학원 - 시세이도 미용 기술 전문 학교
- 공익 재단법인 시세이도 사회 복지 사업 재단
- 주식회사 이프사 - 분리 회사화한 화장품 회사. 〈아웃 오브 시세이도〉라고 불린다.
- 주식회사 디시라 - 상동
- 주식회사 테세 - 상동
- 주식회사 악스 - 위와 발매된 브랜드는 동일. 발매 브랜드는 프리서울 피카딜리, 키료.

## 갤러리

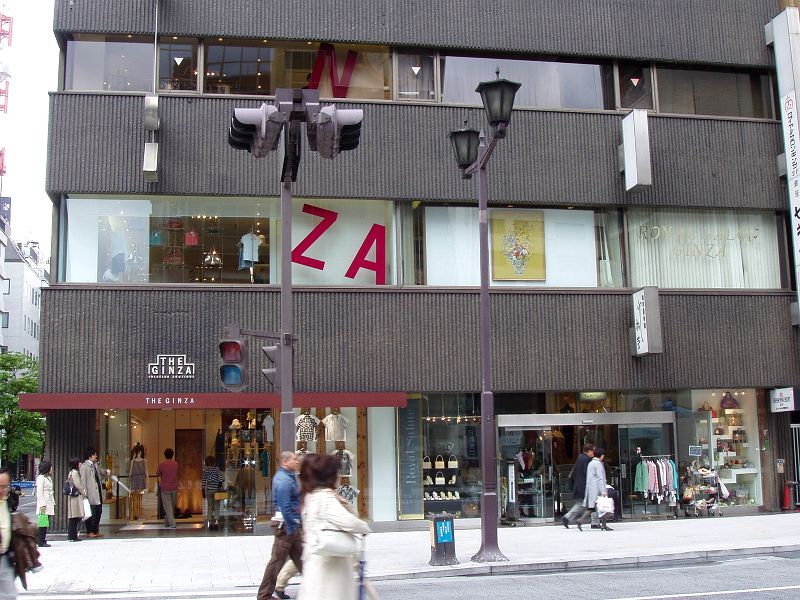
긴자 시세이도 빌딩(2008년 5월 11일 촬영)
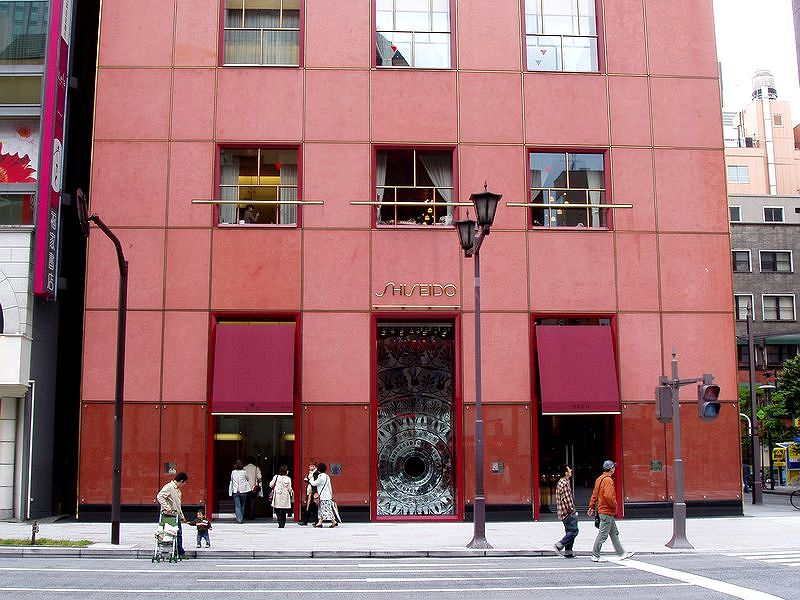
도쿄 긴자 시세이도 빌딩(2008년 5월 11일 촬영)

### 내용주
1. ↑  종업원 수는 정직원이며, 비정규직원 수는 [] 안에 연간 평균 인원을 외부 단위로 기재하고 있다.
2. ↑  전직은 일본 제국 해군의 수석 약사였다.
3. ↑  하나츠바키(花椿)는 시세이도의 PR 잡지이자, 기업 문화 잡지이다. 1937년 창간.
4. ↑  중국에서 고급 헤어 살롱용 헤어 제품을 판매 개시해 프로페셔널 사업을 본격 전개. 〈시세이도 츠바키의 숲〉을 개시하고, 식림·보전 활동을 비롯한 다양한 측면에서 환경 활동에 임하고 있다.
5. ↑  마이니치 신문 2011년 3월 10일자로부터
6. ↑  센터-인(CENTER-IN)은 유니참이 판매하고 있는 생리 용품 브랜드로, 발매 당초는 시세이도의 그룹 회사인 에프티 시세이도가 판매하고 있었다.

### 참조주
1. 1 2 3 4 5 6  “주식회사 시세이도 제119기 유가 증권 보고서”. EDINET. 2019년 3월 26일. 2019년 7월 1일에 확인함.
2. ↑  MGH/ 하버드 대학교 피부과학 연구소MGH
3. ↑  NPO 법인 여성의 건강과 메노 포즈를 생각하는 모임
4. ↑  피부에 미끄러지는 젤 모양의 HRT(에스트로겐 제제)가 발매되었습니다 보관됨 2009-11-25 - 웨이백 머신 NPO 법인 여성의 건강과 메노 포즈를 생각하는 모임
5. ↑  “베어 에센셜 (영어)”. 2017년 2월 8일에 원본 문서에서 보존된 문서. 2021년 9월 29일에 확인함.
6. ↑  카리타 브랜드 및 데크레올 브랜드 양도 공지
7. ↑  Ltd, Shiseido Co. “시세이도, 혁신적인 프레스티지 스킨케어 브랜드 「DRUNK ELEPHANT™」를 취득”. 《뉴스 릴리스 상세 시세이도 그룹 기업 정보 사이트》 (일본어). 2021년 4월 29일에 확인함.
8. ↑  “미국 Drunk Elephant Holdings, LLC 인수 절차 완료 알림” (PDF). 주식회사 시세이도. 2021년 4월 29일에 확인함.
9. 1 2  Ltd, Shiseido Co. “퍼스널 케어 사업 양도에 따른 회사 분할(간이 흡수 분할) 등에 관한 알림”. 《뉴스 릴리스 상세 시세이도 그룹 기업 정보 사이트》 (일본어). 2021년 4월 29일에 확인함.
10. ↑  “DOLCE&GABBANA S.R.L.과의 라이선스 계약 해지 알림” (PDF). 주식회사 시세이도. 2021년 4월 29일에 확인함.
11. ↑  시세이도가 양도한 「퍼스널 케어 사업」으로 결정 FASHIONSNAP.COM 2021년 6월 17일